# 5356 Neagari
Az 5356 Neagari (ideiglenes jelöléssel (5356) 1991 FF1) a Naprendszer kisbolygóövében található aszteroida. Endate és Watanabe fedezte fel 1991. március 21-én.